# Saint-Evroult-de-Montfort
Saint-Evroult-de-Montfort é uma comuna francesa na região administrativa da Normandia, no departamento Orne. Estende-se por uma área de 23,1 km². Em 2010 a comuna tinha 347 habitantes (densidade: 15 hab./km²).